# 臺灣省政府功能業務與組織調整
臺灣省政府功能業務與組織調整，即臺灣省虛級化，通常簡稱凍省或精省，是中華民國政府根據1997年《中華民國憲法增修條文》（第四次增修之第九條第三項）的規定，於1998年將省移除「地方自治團體」地位，並將臺灣省政府縮編改制為中央政府（行政院）派出機關的政策及過程，後於2019年結束省級機關的實體業務。

## 起因
1949年底，中華民國政府在第二次國共內戰失利，其中央政府播遷臺北市，喪失對中國大陸的統治；至1955年大陳島撤退後，因而撤銷了本就僅剩大陳列島主權的浙江省政府建制，中華民國政府的有效統治領土僅餘臺灣省全部與福建省的極小部分（金門縣與連江縣馬祖列島及莆田縣烏坵）以及海南特別行政區的東沙群島、小部分南沙群島。
國會全面改選後，第二屆國民大會及第二屆立法院分別以修憲、立法之形式（中華民國憲法增修條文第二次增修、《省縣自治法》與《直轄市自治法》），通過了做為全國一級行政區首長之省長與直轄市市長由直接選舉產生之相關制度。臺灣省與自由地區各直轄市並於1994年12月3日分別舉行了第一屆省長與直轄市市長選舉。
| 行政區域 | 行政區域 | 人口       | 人口比例 | 面積（km²） | 面積所占當時實際控制區域比例 |
| -------- | -------- | ---------- | -------- | ----------- | ---------------------------- |
| 省       | 臺灣省   | 17,055,966 | 80.537%  | 35,580.7870 | 98.318%                      |
| 省       | 福建省   | 52,082     | 0.246%   | 180.4560    | 0.499%                       |
| 直轄市   | 臺北市   | 2,653,578  | 12.530%  | 271.7997    | 0.751%                       |
| 直轄市   | 高雄市   | 1,416,248  | 6.687%   | 156.4623    | 0.432%                       |
| 總計     | 總計     | 21,177,874 | 100.000% | 36,189.5050 | 100.000%                     |

由於當時中華民國政府實際管轄領土之範圍與臺灣省高度重疊，後者佔有前者高達98%以上的面積與80%以上人口。1994年臺灣省省長開放直選後，其權力基礎已有與非直選的總統或行政院院長相抗衡之勢。該情形類似1991年蘇聯政治中，由間接選舉產生的蘇聯總統戈巴契夫無法駕馭由直接選舉產生有民意基礎的俄羅斯總統葉爾辛，而成為後來蘇聯解體的原因之一，又稱「葉爾辛效應」。隨後之修憲討論中亦注意到此點，故除了將總統改由自由地區直接民選（憲法第三次增修）外，也開始計畫將臺灣省虛級化，以兼顧政治體制穩定度與簡化地方行政層級。

## 過程
1997年7月，第三屆國民大會第二次會議中通過了憲法修正案（憲法第四次增修），在《中華民國憲法增修條文》中加入了移除省原有地方自治功能之相關條款。該憲法修正案隨後經第九任總統李登輝公布施行。並自時任第十屆臺灣省議會議員與第一屆臺灣省省長之任期於1998年12月20日屆滿後開始進行功能、業務與組織調整。
修憲後使得《省縣自治法》中部分條文與《憲法增修條文》相牴觸，故當時之第三屆立法院於1998年10月制定《臺灣省政府功能業務與組織調整暫行條例》作為臺灣省虛級化過渡時期之法源。該條例全文22條，條文中明定「臺灣省政府為行政院派出機關」，確立修憲後省作為非地方自治團體的地位，且其職權僅餘「監督縣（市）自治」等事項，大幅裁去、縮減省級機關原有權責。該暫行條例中也對虛級化後的臺灣省政府組織以及原臺灣省政府部分組織移撥中央政府之處分方式與程序訂定規範。該條例第22條並宣告其自1998年12月21日起施行，至2000年12月31日止。行政院也配合陸續制定《臺灣省政府組織規程》《臺灣省諮議會組織規程》作為臺灣省政府、臺灣省諮議會虛級化後調整之組織基礎，臺灣省諮議會職權則僅剩下對省政「諮詢及建議事項」而無一般地方議會之立法、人事、預算等權力。隨後中央政府也依照兩法規中之人事程序，產生了臺灣省虛級化後的首任臺灣省政府主席與委員、臺灣省諮議會諮議長與諮議員。
1998年12月21日，臺灣省正式虛級化，臺灣省政府變成行政院的派出機關，組織被大量削減，功能也大幅萎縮；臺灣省議會解散後原址成立臺灣省諮議會，沒有實行地方自治或是監督施政的權力。1999年起，部分臺灣省政府下屬原各級機關組織逐漸移撥中央政府相應之部會成為其「中部辦公室」或併入其組織。（多數臺灣省政府機關位於臺灣中部的中興新村附近）另一方面，原省級管轄之附屬機構大部分也改由中央管轄，例如省立高級中學改制為國立高級中學、省立醫院改制為行政院衛生署（現衛生福利部）所屬醫院等。而三商銀等臺灣省屬公營事業機構，其股權也由臺灣省政府移轉至中央政府各相關部門或民營化。
與此同時，中華民國政府實際統治的另一個省份──福建省也適用有關省制虛級化之法規。但由於政府控制的福建省自由地區（即金門縣、莆田縣烏坵與連江縣馬祖列島）因位處中華民國與中华人民共和国軍事對峙前線，1956年起實施戰地政務，已變相架空福建省政府對地方施政之實質功能與權力，並由當地的戰地政務委員會實質指揮、監督福建省下轄各縣的戰地政務工作，並配合國防部金防部直接實施「戰地政務實驗」。1991年5月1日，因《動員戡亂時期臨時條款》廢止，戰地政務的實施法源與二次全國戒嚴令的發布法源俱因而失效；雖國防部發布於同日生效的臨時戒嚴令並未明文限制選舉及地方自治，但福建省實轄各縣（除莆田縣外）遲至臨時戒嚴解除後方辦理縣長選舉。1994年《省縣自治法》中因有「轄區不完整之省，其議會與政府之組織，由行政院另定之」等文為特別限制，故「福建省省長」在1994年並未開放選舉，也因福建省未辦理省議員選舉，未有省議會之設置。省內各附屬機關也由於過去戰地政務時期及戒嚴時期實施的軍事管制，同時已使福建省政府功能萎縮，實際上多已移由中央政府所管轄（例如當年福建省無省立醫院，原省立高級中學於1984年已經改為國立）。基於以上原因，福建省在法規修正後並未經歷如臺灣省之大規模組織重整。

## 結果
- 1998年12月20日，時任第一屆臺灣省省長宋楚瑜卸任後，不再設置省長職位，恢復臺灣省政府主席之設置。宋楚瑜也成為中華民國歷史上唯一一任的民選省長。
- 1998年至2017年間，行政院陸續於全國各地成立五個行政院聯合服務中心，做為省制虛級化後中央與地方聯絡管道之補強。分別為：行政院南部聯合服務中心（位於高雄市苓雅區）、行政院中部聯合服務中心（位於臺中市南屯區）、行政院東部聯合服務中心（位於花蓮縣花蓮市）、行政院雲嘉南區聯合服務中心（位於嘉義市東區）、行政院金馬聯合服務中心（位於金門縣金城鎮）。
- 1999年1月，第三屆立法院於任期結束前夕通過了《地方制度法》，取代了《省縣自治法》與《直轄市自治法》成為規範全國各級行政區域之地方政府組織及自治事項之單一法律。《地方制度法》中加強了縣、市之自治地位與功能，使直轄市、縣、市同時直接由中央政府管轄，縣市僅存名義上仍受省監督與管轄。
- 為顧及省制虛級化後第十屆臺灣省議會79名議員的政治生涯，1997年7月由國民大會通過的第四次憲法增修條文中也將立法院席次增加61席，由前屆的164席擴充至225席。並在1998年12月5日舉行了立法委員選舉組成第四屆立法院，不少末代省議會議員在1998年12月20日任期屆滿後又於1999年2月1日出任立法委員（國會議員）。
- 因臺灣省政府相關業務移撥流程繁瑣，第四屆立法院於2000年11月24日三讀通過《臺灣省政府功能業務與組織調整暫行條例》修正條文，將條例施行期限延至2005年12月31日。2006年10月20日，因當時第六屆立法院未再修改、展延期限，內政部公告該條例於2005年12月31日屆期當然廢止。
- 福建省在經歷憲法第四次增修的虛級化後，雖依《中華民國憲法增修條文》及《地方制度法》規定，應設省諮議會及提名、任命其諮議員、諮議長，但事實上迄今尚未經設置或任命。

## 後續
- 2007年12月，行政院開始以兩位政務委員分別提名同時兼任臺灣省政府主席與福建省政府主席，並兼任省政府委員，且除主席外不再任命其他省政府委員，以精簡人事。但事實上，《中華民國憲法增修條文》及《地方制度法》皆定有明文規範省政府委員應置人數[6][7]，因此這種做法也引起違法的爭議。
- 2010年代，臺灣省政府預算新臺幣1億多元[8]，而傾向臺灣獨立的政黨派別[[[Wikipedia:格式手册/链接#章節|錨點失效]]]則多希望將其預算凍結[9][10]或是「廢省」[11]
- 2016年12月，第七屆臺灣省諮議會組成時，僅象徵性任命鄭永金一人為諮議員兼諮議長，且除諮議長外不再任命其他諮議員，以精簡人事。[12]
- 2017年，臺灣省政府、臺灣省諮議會與福建省政府在該年度預算案共編列2.8億元，被時代力量立法委員徐永明批評為「盲腸機關」[13]。
- 2018年3月，時任行政院院長賴清德在立法院備詢時，答覆立法委員「希望明年省政府的預算是空的」、「明年的預算就不編了」等語。[14]
- 2018年6月28日，時任行政院院長賴清德宣布自民國108年度起省級機關預算歸零而「去任務化」。[15][16]
- 2018年7月1日，臺灣省政府所餘行政業務移交國家發展委員會辦理，臺灣省政府主席吳澤成予以免職，行政院未再向總統提名新任人選。[17]
- 2019年1月1日，福建省政府所餘行政業務移交行政院金馬聯合服務中心辦理，福建省政府主席張景森予以免職，行政院未再向總統提名新任人選。[18]
- 2019年1月1日，臺灣省諮議會所餘業務移交立法院中南部服務中心辦理；議會相關檔案、公報、議事錄以及地方自治事務研究發展等任務則移交國史館臺灣文獻館。[19]
- 2019年6月10日，臺灣省諮議會諮議員兼諮議長鄭永金予以免職，行政院未再向總統提名新任人選。[20]

目前臺灣省政府、臺灣省諮議會與福建省政府均實質上停止實體運作，僅依《中華民國憲法增修條文》及《地方制度法》規定，保留省制機關名義以及省政府主席、省諮議會諮議長之職稱。部分人士認為行政院藉由「去任務化」避免以繁複的修憲手段和過程，達到實質「廢省」的目的，或贊同減少行政區劃過於繁雜的層級；但其過程與作法忽視既存法律規範，刻意以不編列預算方式造成《憲法增修條文》中明定的省縣地方制度無法實際正常運作，及長期不提名省級機關人員法定缺額，在法制層面上也存有違憲的疑慮。